# کارلوس روبرتو فلورس
کارلوس روبرتو فلورس (اسپانیایی: Carlos Roberto Flores‎؛ زادهٔ ۱۰ مارس ۱۹۵۰) یک سیاستمدار اهل هندوراس است. وی از ۲۷ ژانویه ۱۹۹۸ تا ۲۷ ژانویه ۲۰۰۲ رئیس‌جمهور هندوراس بود.